# Debreceni VSC (handball)
Maillots
Dernière mise à jour : 18 octobre 2021.
Le Debreceni VSC (en hongrois Debreceni Vasutas Sport Club) est un club hongrois de handball féminin de la ville de Debrecen. Surnommé Loki (allusion à Locomotive, car Vasút veut dire en hongrois Chemin de fer), cette équipe fait partie du club omnisports de Debrecen, et a été créé en 1948.
Le club a remporté son premier titre de Champion de Hongrie quelques années seulement après sa création, en 1955. S'ensuit une période instable : relégué en deuxième division, le club ne fait partie intégrante de l'élite du handball féminin hongrois qu'en 1980, sous la houlette de Ákos Komáromi, qui mènera le club jusqu'à son deuxième titre de Champion en 1987, mais aussi à deux finales de Coupe des Vainqueurs de Coupe, ainsi qu'à quatre finales de  Coupe de l'EHF (C3) dont deux remportées en 1995 et 1996.
Pour des raisons de parrainage, le club a souvent changé de nom sous la forme DVSC-[sponsor].

## Palmarès
Compétitions internationales
- Coupe de l'EHF (C3)
  - Vainqueur (2) : 1995 et 1996
  - Finaliste : 1986 et 1994

- Coupe des vainqueurs de coupe (C2) (2)
  - Finaliste : 1990 et 1992

Compétitions nationales
- Championnat de Hongrie
  - Vainqueur (2) : 1955, 1987
  - Finaliste (8) : 1985, 1989, 1990, 1994, 1995, 1996, 2010, 2011
  - Troisième (4) : 1986, 1991, 1993, 2009

- Coupe de Hongrie
  - Vainqueur (5) : 1985, 1987, 1989, 1990, 1991
  - Finaliste (7) : 1983, 1988, 1996, 2001, 2009, 2011, 2021

## Effectif actuel
L'effectif pour la saison 2021–22 est :
| Gardiennes de but - 16 Ann-Cathrin Giegerich - 12 Vanessa Torda - 93 Kyra Csapó Ailières droites - 72 Rebeka Arany - 88 Mariana Costa Ailières gauches - 24 Míra Vámos - 25 Liliána Csernyánszki - 71 Mirtill Petrus - 95 Dorina Korsós Pivots - 13 Petra Tóvizi - 18 Réka Bordás | Arrières gauches - 08 Luca Laura Poczetnyik - 77 Karyna Yezhykava - 92 Dóra Hornyák Demi-centres - 14 Panna Vámosi - 38 Petra Vámos - 81 Nina Szabó Arrières droites - 21 Szimonetta Planéta - 33 Anna Kovács Staff - Entraîneur : Zoltán Szilágyi - Entraîneur-adjoint : Grega Karpan - Entraîneur des gardiennes : Grega Karpan |

## Personnalités liées au club

### Joueuses emblématiques
- Erika Csapó
- Tünde Nyilas
- Rózsa Tóth
- Ildikó Tóth
- Márta Sáfi
- Mária Jeddi
- Gabriella Szűcs
- Irina Szamozvanova
- Anna Szántó
- Jolán Bojtor
- Anasztázia Virincsik

### Entraîneurs emblématiques
- Gheorghe Ionescu (1991-1992)
- László Laurencz (2004-2005)
- Botond Bakó (2008-2009)
- Imre Bíró (2005-2007)
- Vilmos Köstner (1994-1996, 1998-1999, 2010- )
- Ákos Komáromi (1992-1994, 1996-1998, 2003)